# PHP-Nuke
PHP-Nuke — популярная система управления веб-содержимым и вероятно старейший из проектов CMS под свободными лицензиями. Автором этой системы является Франсиско Бурси.
Написана на PHP с использованием СУБД MySQL (последние версии (6.5 и позднее) поддерживают также соединения с такими базами данных, как PostgreSQL, Microsoft SQL Server, MS Access, Oracle, DB2, SQLite). Данная возможность появилась после подключения популярного форума phpBB к php-Nuke в виде модуля.
Система предоставляет страницы администрирования для управления функциями сайта, внешним видом и разграничением прав доступа. CMS имеет модульную структуру. Набор модулей и их настройки указываются на страницах администрирования. Стандартный набор модулей включает в себя: новостная лента, форум, статьи, новости для карманного компьютера, опрос, статистика. Система также имеет гибкую настройку модулей для пользователей определенных групп. Отличительной особенностью PHP-Nuke являются блоки. Простота использования позволяет в несколько движений создать и подключить блок. Блоки можно менять местами, настраивать время работы блока, частоту обновления.
Важным достоинством системы является большое число доступных модулей, созданных сторонними разработчиками за долгое время существования PHP-Nuke.

## Ответвления
PHP-Nuke так или иначе послужил основой для ряда отдельных проектов. В некоторых из них уже нет исходного кода PHP-Nuke и он замещён собственными разработками проекта. Некоторые из них в результате очередного ответвления породили новые проекты, либо были переименованы и существуют под новыми именами.
Если обратить внимание на самые популярные системы, которые основаны на PHP-Nuke, то можно заметить что они полностью или почти полностью изменили основные функции. Это говорит о том, что сама по себе система PHP-Nuke нуждается в оптимизации и модификации. Некоторые системы занимаются наращиванием или изменением функций, не обращая внимание на скорость работы и нагрузку на сервер.
- CPG-Nuke
- Dragonfly CMS
- Envolution
- LGNuke
- MD-Pro
- Mega-Nuke
- myPHPNuke
- myPhPortal
- Nuke-Evolution
- Open SLAED
- OpenPHPNuke
- phpWebSite
- PNC
- PostNuke
- RavenNuke CMS
- RUNCMS
- SLAED CMS
- SlimCMS
- SmallNuke
- sPaiz-Nuke
- Xaraya
- Xoops
- Zikula